# Obležení Jasné Hory
Obležení Jasné Hory je malé, ale z hlediska vývoje švédsko-polské války přesto nesmírně důležité střetnutí. Začalo 18. listopadu 1655, když švédské jednotky pod velením Burcharda von der Lühnen oblehly opevněný klášter Jasná Hora, jednu z nejvýznamnějších svatyní Polska, a skončilo 27. prosince téhož roku, když Švédové vzdali obležení a od kláštera odtáhli.
Z hlediska vývoje války se obležení Jasné Hory ukázalo být katastrofálním omylem švédské strany - zákeřný útok na polskou národní svatyni, které byla Švédy předtím slíbena nedotknutelnost, rozběsnil polské veřejné mínění, což vedlo k řadě povstání proti švédské okupaci. Neschopnost švédské strany klášter dobýt pak účinek ještě umocnila, když se k pobouření přidalo obrovské nadšení a povstala většina Polska, což nakonec vedlo k vyhnání Švédů ze země.